# العلاقات الإريترية المولدوفية
العلاقات الإريترية المولدوفية هي العلاقات الثنائية التي تجمع بين إريتريا ومولدوفا.

## مقارنة بين البلدين
هذه مقارنة عامة ومرجعية للدولتين:
| وجه المقارنة                                              | إريتريا                                      | مولدوفا                           |
| --------------------------------------------------------- | -------------------------------------------- | --------------------------------- |
| المساحة (كم2)                                             | 117.60 ألف                                   | 33.85 ألف                         |
| عدد السكان (نسمة)                                         | 6.33 مليون                                   | 2.55 مليون                        |
| الكثافة السكانية (ن./كم²)                                 | 53.83                                        | 75.33                             |
| العاصمة                                                   | أسمرة                                        | كيشيناو                           |
| اللغة الرسمية                                             | اللغة التغرينية، اللغة العربية، لغة إنجليزية | اللغة المولدوفية، اللغة الرومانية |
| العملة                                                    | ناكفا                                        | ليو مولدوفي                       |
| الناتج المحلي الإجمالي (بليون دولار)                      | 2.61 مليار                                   | 8.13 مليار                        |
| الناتج المحلي الإجمالي (تعادل القوة الشرائية) بليون دولار |                                              | 17.94 مليار                       |
| الناتج المحلي الإجمالي الاسمي للفرد دولار أمريكي          |                                              | 3.65 ألف                          |
| الناتج المحلي الإجمالي للفرد دولار أمريكي                 |                                              | 4.98 ألف                          |
| مؤشر التنمية البشرية                                      | 0.391                                        | 0.693                             |
| رمز المكالمات الدولي                                      | +291                                         | +373                              |
| رمز الإنترنت                                              | .er                                          | .md                               |
| المنطقة الزمنية                                           | ت ع م+03:00                                  | ت ع م+02:00، ت ع م+03:00          |

## منظمات دولية مشتركة
يشترك البلدان في عضوية مجموعة من المنظمات الدولية، منها:
| علم المنظمة | اسم المنظمة                        | تاريخ انضمام إريتريا | تاريخ انضمام مولدوفا |
| ----------- | ---------------------------------- | -------------------- | -------------------- |
|             | مؤسسة التمويل الدولية              | 11 أكتوبر 1995       | 10 مارس 1995         |
|             | منظمة حظر الأسلحة الكيميائية       | ?                    | ?                    |
|             | يونسكو                             | 2 سبتمبر 1993        | 27 مايو 1992         |
|             | الاتحاد الدولي للاتصالات           | 6 أغسطس 1993         | 20 أكتوبر 1992       |
|             | الأمم المتحدة                      | 28 مايو 1993         | 2 مارس 1992          |
|             | منظمة الشرطة الجنائية الدولية      | ?                    | ?                    |
|             | البنك الدولي للإنشاء والتعمير      | 6 يوليو 1994         | 12 أغسطس 1992        |
|             | الاتحاد البريدي العالمي            | ?                    | ?                    |
|             | مؤسسة التنمية الدولية              | 6 يوليو 1994         | 14 يونيو 1994        |
|             | وكالة ضمان الاستثمار متعدد الأطراف | 10 سبتمبر 1996       | 9 يونيو 1993         |

## وصلات خارجية
- موقع وزارة الخارجية المولدوفية